# Ceromya norma
Ceromya norma là một loài ruồi trong họ Tachinidae.